# Gonomyia cooloola
Gonomyia cooloola är en tvåvingeart som beskrevs av Günther Theischinger 1994. Gonomyia cooloola ingår i släktet Gonomyia och familjen småharkrankar. Inga underarter finns listade i Catalogue of Life.